# Xã Independence, Quận Appanoose, Iowa
Xã Independence (tiếng Anh: Independence Township) là một xã thuộc quận Appanoose, tiểu bang Iowa, Hoa Kỳ. Năm 2010, dân số của xã này là 248 người.